# Kojetín (hrad)
Hrad Kojetín stával u Kojetína v lokalitě Suché louky, asi 1 km jihovýchodně od dnešního nádraží.

## Historie
Archeologický průzkum zjistil osídlení lokality od mladší doby kamenné až do středověku. Předpokládá se, že sídlo podobné hradu zde nechal vystavět Havel Drastila z Kojetína, jenž je zmiňován roku 1429. Tento husita podnikal ve 20. letech 15. století v okolí Kroměříže a Přerova loupeživé výpady, při kterých se zaměřoval hlavně na církevní statky. V roce 1420 vypálil město Kelč. Během útoku moravské šlechty, vedené Janem Podstatským z Prusinovic, Vokem a Pavlem ze Sovince, Milotou z Tvorkova, Jetřichem z Rožnova a Markvartem z Malenovic, byl hrad dobyt a zničen.

## Popis
Hrad byl vystavěn v bažinatém terénu. Rozloha areálu činila více než 2 ha a půdorysem připomínal ovál orientovaný ze severozápadu na jihovýchod. Vymezen byl slepými rameny Moravy, která na západě spojoval vodní příkop. Předhradí bylo chráněno palisádou a pravděpodobně se zde nacházelo vojenské ležení. Jádro mělo podobu akropole o průměru 35 m a nacházelo se na jihovýchodě. Vystavěna zde byla velitelská pevnůstka.
V současné době je místo využíváno zahrádkářskou kolonií a území je vymezeno stromy a keři. Západní část byla zničena výstavbou železniční trati Kojetín–Kroměříž. V místě pevnůstky dnes stojí soukromý dům.

## Zajímavost
K uctění památky Havla Drastila z Kojetína se dne 13. června 1987 měla v těchto místech konat výstava děl umělců z řad českého undergroundu. „Akce Havel Drastil 1987“, která čítala asi 500 mužů z policejních složek StB a SNB, byla úspěšná – téměř všichni návštěvníci i umělci byli rozehnáni. Událost podrobně popsal František Stárek v 1. čísle občasníku Voknoviny (příloha časopisu Vokno).